# 如意金箍棒

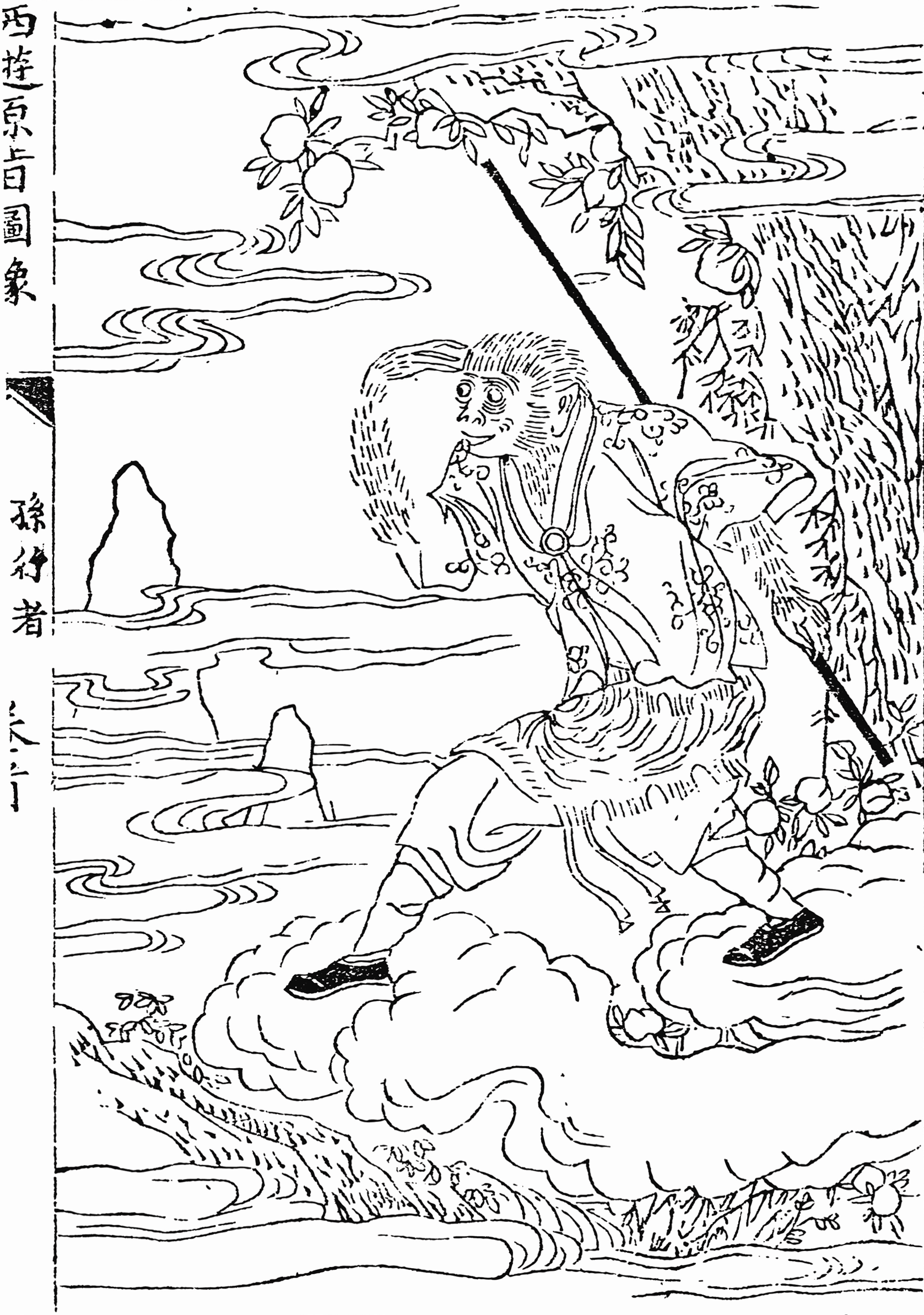
19世紀版『西遊記』「西遊原旨圖像」より、如意金箍棒を持つ孫行者（孫悟空）。

如意金箍棒（にょいきんこぼう）は、中国の伝奇小説『西遊記』に登場する道具。俗に「如意棒（にょいぼう）」とも呼ばれる。

## 西遊記の如意金箍棒
『西遊記』の主人公孫悟空が武器として使う、黒き神珍鉄製で両端に金色の箍（金箍）がはめられた棒、別名は「天河鎮底神珍鉄」。「如意金箍棒（にょいきんこぼう）重さは一万三千五百斤（約８トン）」という銘がある。触るだけで傷を負うほどで、もし直撃すれば直ちに亡くなると東海竜王が言っている。太上老君作。
ちなみに猪八戒・沙悟浄両名の得物はほぼ三分の一、5040斤（経蔵1軒分の経典と同じ重さという）。
持ち主の意に従い自在に（＝如意に）伸縮するので、悟空は普段、マッチ棒ほどの大きさに縮めて耳の中に納め、携帯している。必要なときには取り出し、長さ2丈、太さは汁椀ほどにして使用している。孫悟空が法天象地と言う神通を使って万丈（約30km）まで身長を伸ばした時、如意棒も三十三重の天界や地獄の最下層である18層地獄まで届くほどの長さに伸ばした。
もとは黄河の治水に功を残した禹が江海（特定海域の名ではなく海と大河）の深さを測定した際のおもりという。その後、東海竜王敖廣の竜宮の地下の蔵に「海の重り」として置いてあったものだが、孫悟空が竜王から奪い、以降旅が終わるまで武器として使い続けた。

### 後西遊記の如意金箍棒
『後西遊記』では孫悟空が花果山に置いておいた如意金箍棒を、孫悟空と同じく石の卵から生まれた猿の孫履眞が仙人修行のあとに使いこなす。

## 南遊記の如意鉄棒
『南遊記』第1回では玉皇上帝の宝比べにおいて孫行者（孫悟空の通称）は如意鉄棒を献上した。

## その他の如意棒
孫悟空の用いる武器として有名であるため、『西遊記』を題材にした作品の多くに如意棒が登場する。伸縮自在という特徴に加え、何らかの翻案を行っている例が見られる。